# Cantó de Bonifacio
El cantó de Bonifacio és una antiga divisió administrativa francesa situat al departament de Còrsega del Sud i la regió de Còrsega. Va desaparèixer el 2015.

## Geografia
El cantó s'organitza al voltant de Bonifacio dins el districte de Sartène. la seva altitud varia entre 0 m i 340 m (Bonifacio).

## Administració
| Període   | Identitat              | Partit | Qualitat |
| --------- | ---------------------- | ------ | -------- |
| 1985-2011 | Jean-Baptiste Lantieri | DVD    |          |
| 2011-2015 | Claude Degott-Serafino | DVG    |          |

## Composició
| Nom       | Població | Codi Postal | Codi Insee |
| --------- | -------- | ----------- | ---------- |
| Bonifacio | 2 658    | 20169       | 2A041      |

## Demografia
| 1962  | 1968  | 1975  | 1982  | 1990  | 1999  |
| ----- | ----- | ----- | ----- | ----- | ----- |
| 2.418 | 2.431 | 2.693 | 2.736 | 2.683 | 2.658 |